# I’m Gonna Be Alright/I’m Gonna Be Alright (Track Masters Remix)
I’m Gonna Be Alright – piosenka Jennifer Lopez z albumu J. Lo. W 2002 roku zremiksowana na potrzeby albumu J to tha L-O!: The Remixes.
I’m Gonna Be Alright (Track Masters Remix)- remiks "I’m Gonna Be Alright". Został wydany jako singel w 2002 roku. Oryginalnie Lopez śpiewa go z 50 Centem, natomiast w wersji europejskiej śpiewa go z Nasem. 

## Informacje
Wersja albumowa została nagrana z 50 Centem, ale wersja radiowa została nagrana z Nasem, ponieważ był on wtedy bardziej popularny wśród takiej muzyki. 50 Cent nie był tym zachwycony, ale nie żywił urazy do Lopez, lecz do Nasa. Jednak wersja z udziałem 50 Centa jest umieszczona na każdej wersji J to tha L-O!: The Remixes, a wersja z Nasem- tylko na europejskiej edycji albumu This Is Me... Then.

## Lista utworów i formaty
U.S. A-side CD single z "Alive"
1. "I’m Gonna Be Alright" (Track Masters Remix featuring Nas) – 2:52
2. "I’m Gonna Be Alright" (Track Masters Remix) – 3:14
3. "I’m Gonna Be Alright" (Track Masters Remix Instrumental) – 3:14
4. "Alive" (Thunderpuss Club Mix) – 8:51
5. "Alive" (Thunderpuss Tribe-A-Pella) – 7:50

Europejski A-side CD single z "Walking on Sunshine"
1. "I’m Gonna Be Alright" (Track Masters Remix featuring Nas) – 2:52
2. "I’m Gonna Be Alright" (Track Masters Remix) – 3:14
3. "Walking on Sunshine" (Metro Remix) – 5:50
4. "I’m Gonna Be Alright" (Track Masters Remix featuring Nas) (Video)

Europejski CD single
1. "I’m Gonna Be Alright" (Track Masters Remix featuring Nas) – 2:52
2. "I’m Gonna Be Alright" (Track Masters Remix) – 3:14

Australijski CD single
1. "I’m Gonna Be Alright" (Track Masters Remix featuring Nas) – 2:52
2. "I’m Gonna Be Alright" (Track Masters Remix) – 3:14
3. "Pleasure Is Mine" – 4:17
4. "No Me Ames" (Pablo Flores Club Remix) (with Marc Anthony) – 4:34

## Pozycje na listach przebojów
| Lista (2002)                           | Najwyższa pozycja |
| -------------------------------------- | ----------------- |
| Australian ARIA Singles Chart          | 16                |
| Ö3 Austria Top 40                      | 25                |
| Belgian Ultratop 50 Singles (Flandria) | 9                 |
| Belgian Ultratop 40 Singles (Walonia)  | 26                |
| Canadian Singles Chart                 | 29                |
| Danish Singles Chart                   | 9                 |
| Dutch Top 40                           | 9                 |
| Finnish Singles Chart                  | 18                |
| French SNEP Singles Chart              | 12                |
| German Singles Chart                   | 6                 |
| Hungarian Mahasz Singles Chart         | 8                 |
| Irish Singles Chart                    | 13                |
| Italian FIMI Singles Chart             | 24                |
| Latvian Airplay Top 40                 | 10                |
| New Zealand RIANZ Singles Chart        | 30                |
| Norwegian Singles Chart                | 10                |
| Swedish Singles Chart                  | 22                |
| Swiss Singles Chart                    | 4                 |
| UK Singles Chart                       | 3                 |
| U.S. Billboard Hot 100                 | 10                |
| U.S. Billboard Hot R&B/Hip-Hop Songs   | 32                |